# Jean Mayné
Jean Mayné (Bosvoorde, 12 oktober 1854 – Elsene, 2 december 1924) was een Belgisch kunstschilder en graficus.

## Korte levensloop
Jean Mayné stamde uit een kunstzinnige familie. Grootvader was een beëdigd landmeter en zijn moeder schilderde en aquarelleerde. Zijn vader, Philippe Mayné was tekenaar en fabrikant van tuinmeubelen.
Jean Mayné huwde in 1885 met Joséphine Pilloy. Het echtpaar kreeg drie kinderen: Raymond, die ingenieur werd, Berthe, die kunstschilderes werd en Jules, die tekenaar werd.
In het atelier van zijn vader zette Jean Mayné zijn eerste stappen als tekenaar. Later bezocht hij geregeld het privé-atelier van Jean Portaels. Van 1873 tot 1879 volgde hij een opleiding aan de Academie voor Schone Kunsten in Brussel. Hij bekwaamde er zich achtereenvolgens in het "Tekenen naar antieke modellen (torso en fragmenten)" en het "Tekenen en schilderen naar de natuur". Bij de examens van het schooljaar 1878-’79 eindigde hij twaalfde, één plaats hoger dan James Ensor.
Anno 1880 werd hij benoemd tot leraar Tekenen en Boetseren aan de Academie van Elsene.
In 1881 nam hij deel aan de laatste tentoonstelling van de kunstenaarsgroepering "La Chrysalide". Het jaar daarop werd hij toegelaten tot het Driejaarlijkse Salon van Antwerpen.
Jean Mayné behoorde tot de stichtersgroep van de Brusselse "Cercle des Aquarellistes et des Aquafortistes Belges", op 3 augustus 1883 gesticht. Deze kunstenaarsgroep zou, in de enkele jaren dat ze bestond, enkele exposities met werken op papier van eigen leden organiseren.
Hij maakte met François Halkett, Pierre George, Alexandre Hannotiau , Leon Hoyoux, Antoine Lacroix en Léon Herbo deel uit van de groep "L'Essor". Getrouw exposeerde hij met "L'Essor" van 1879 tot 1891.
In 1884 werd hij lid van "Les Hydrophiles" maar nam niet deel aan de eerste, resp. laatste groepstentoonstelling van de vereniging (1884, resp. 1888). "Les Hydrophiles" ontstond na onenigheid binnen de "Cercle des Aquarellistes et des Aquafortistes Belges".
In 1889 ontving hij een bronzen medaille op de Wereldtentoonstelling in Parijs. In 1892 nam hij deel aan de openingstentoonstelling van het Museum van Elsene.
Van 1 tot 8 december 1893 had hij een individuele tentoonstelling in de Cercle Artistique in Brussel.
Vanaf 1912 maakte hij deel uit van het uitvoerend comité van de "Union des Artistes Ixellois", waarvan Léon Mundeleer voorzitter was. In 1918 werden zijn werken geëxposeerd in het Salon des Artistes Ixellois, naast die van zijn dochter Berthe Mayné.

## Oeuvre
Jean Mayné schilderde portretten, genretaferelen en oosterse taferelen. Hij werkte eveneens mee aan het schilderen van het “Panorama van Caïro”.
In tegenstelling tot zijn minutieuze olieverfschilderijen muntten zijn werken met pastel en zwart potlood uit door een grote expressiviteit met strakke lijnvoering en sterke licht-donkertegenstellingen.

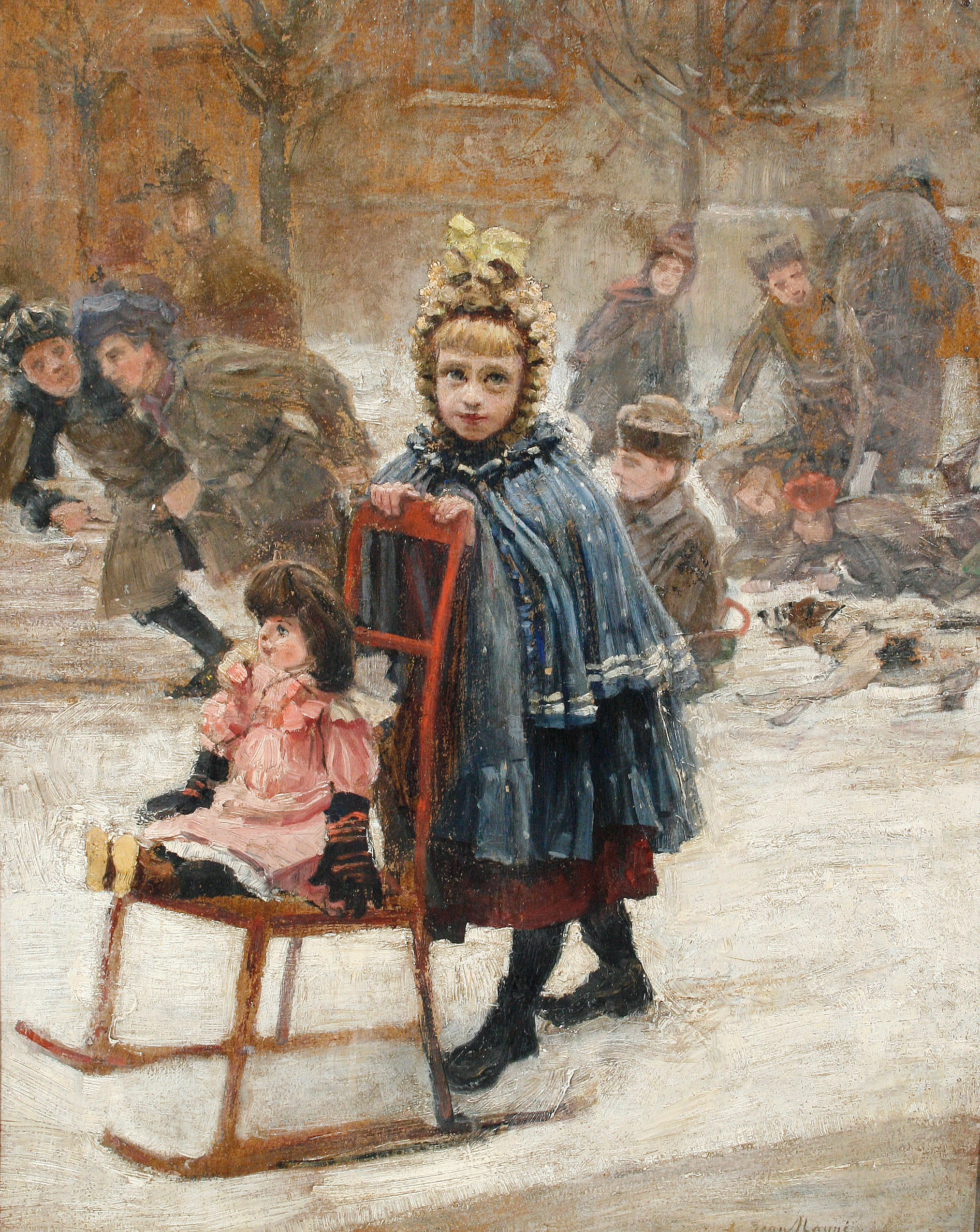
Wintertafereel
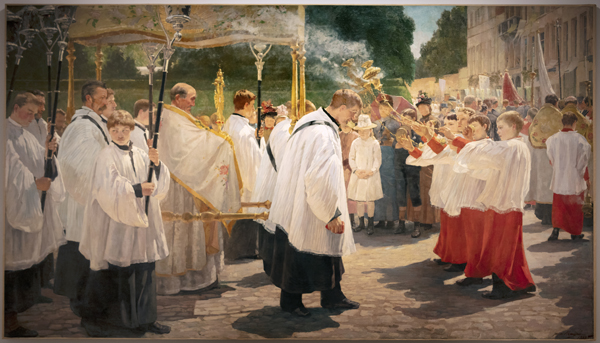
De sacramentsprocessie
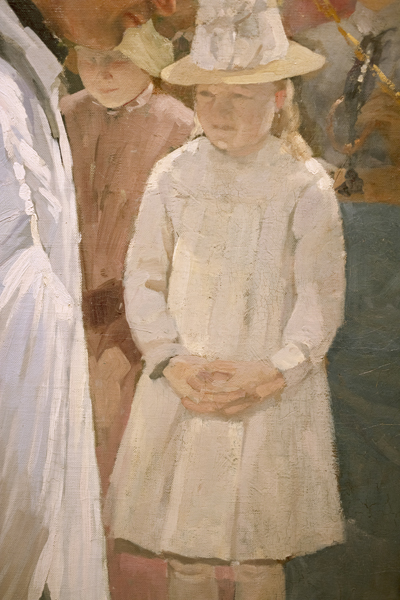
De sacramentsprocessie  (detail)
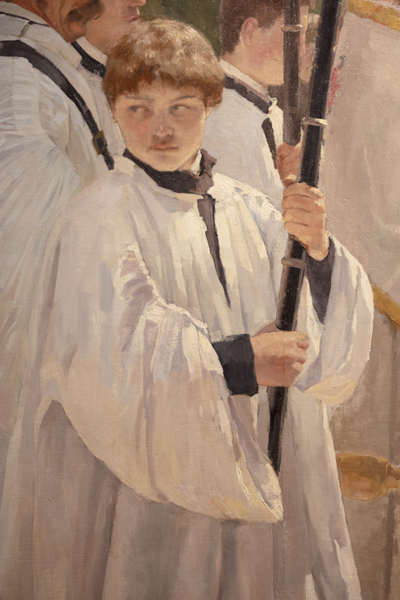
De sacramentsprocessie (detail)

## Musea
- Arlon, Musée Gaspar-Collection de l'Institut Archéologique du Luxembourg.
- Brussel, Sint Bonifatiuskerk
- Elsene, Museum
- Kortrijk, Museum
- Etterbeek, Gemeentelijke verzameling
- Leuven, Stedelijk Museum.

- RKD-Nederlands Instituut voor Kunstgeschiedenis: 89093
- Union List of Artist Names: 500162913
- Virtual International Authority File: 96664345